# М-106 (двигатель)
М-106 (ВК-106) — советский авиационный поршневой двигатель. Аббревиатура ВК означает инициалы его главного конструктора Владимира Климова.
Разрабатывался с 1938 года как дальнейшее развитие мотора М-105 с форсированием по наддуву. Предполагалось, что двигатель станет основным для истребительной и отчасти бомбардировочной авиации. Двигатель долго доводился, так как не удавалось устранить тряску на переходных режимах, выбросы масла, детонацию и дымление. Снят с производства в мае 1943 года после выпуска небольшой серией.

## История
Проектировался с 1938 года в ОКБ Рыбинского моторного завода №26. Устанавливать этот двигатель предполагалось на истребители И-26, И-301, Як-9 и бомбардировщики Ер-2 и АНТ-40. Но к заданным срокам двигатель создать не удалось.
Работы по созданию мотора возобновились летом 1942 года, после эвакуации завода №26 в Уфу на территорию Уфимского моторного завода.
8 марта 1944 года этот двигатель, наряду с другими сконструированными Климовым, сменил индекс с «М» (мотор) на «ВК» (Владимир Климов).

## Конструкция
По сравнению с М-105ПФ была снижена степень сжатия с 7,1 до 6,5. Увеличена производительность основной маслонагнетающей помпы. Были изменены поршни, конструкция блоков, усилены коленвал и шестерни редуктора. Установлен односкоростной приводной центробежный нагнетатель конструкции В. А. Доллежаля. Габариты и посадочные места двигателя аналогичны М-105. За счет повышения давления наддува с 1050 до 1175 мм ртутного столба мощность на расчетной высоте увеличилась с 1180 л.с. на высоте 2700 м (у М-105ПФ) до 1350 л.с. на высоте 2000 м (у М-106П). Также на двигатель предусматривалась возможность установки мотор-пушки калибром до 45 мм.

## Модификации

### М-106 с турбореактором Ефремова
Вариант двигателя проектировавшийся в 1940 году специально для установки на скоростной истребитель Си-1, эскиз которого был предложен на рассмотрение НКАП конструктором ЦАГИ Николаем Ивановичем Ефремовым. Главной особенностью модификации являлась установка, предложенного Ефремовым ещё в 1935 году реактора, использующего тепло от радиаторов и выхлопных газов для создания дополнительной реактивной тяги, что в свою очередь повышало лётные характеристики самолёта.
25 октября 1940 года секретариат комитета обороны отклонил предложение Ефремова о разработке Си-1 и все работы по этой модификации двигателя были прекращены.

### М-106ТК
Проект 1940 года с двумя турбонагнетателями ТК-1. Установка этой модификации двигателя предусматривалась на экспериментальный истребитель с раздвижным крылом РК-И конструктора Г. Бакшаева.

### М-106-1ск
Летом 1942 года ОКБ Климова начало доработку М-106 для замены двигателя М-105ПФ, который уступал модификациям немецкого мотора Daimler-Benz DB 601 под индексами «N» и «E», устанавливавшимся на Messerschmitt Bf.109F-4.

### М-106-2ск
Модификация 1942 года, которая предлагалась Владимиром Климовым для установки на бомбардировщик Пе-2, взамен двигателя М-105.

### М-106П
Опыт проведённых в начале Великой Отечественной войны воздушных боёв показал что большинство из них происходило на высоте до 4000 метров. На этих высотах требования к  удельной мощности превалировали над требованиями к показателям расчётной высотности мотора, поэтому в 1943 году конструкторским бюро Климова была изготовлена модификация двигателя М-106, получившая название М-106П. По сравнению с М-105 и М-105ПФ, данная модификация имела увеличенную мощность на высоте от 1000 до 3500 метров и рекордно низкую для советских авиационных поршневых моторов удельную массу по взлётной мощности.
| Модель  | Год выпуска | Масса (кг) | Взлётная мощность (л.с.) | Номинальная удельная масса (кг/л.с.) | Давление наддува по взлётной мощности (мм рт.ст.) |
| ------- | ----------- | ---------- | ------------------------ | ------------------------------------ | ------------------------------------------------- |
| М-105ПА | 1941        | 570        | 1100                     | 0,56                                 | 950                                               |
| М-105ПФ | 1942        | 620        | 1210                     | 0,51                                 | 1050                                              |
| М-106П  | 1943        | 600        | 1350                     | 0,48                                 | 1225                                              |

Также в данной модификации двигателя была предусмотрена возможность установки в развале блока цилиндров 20 мм автоматической пушки ШВАК. Из-за нехватки производственных мощностей и незаконченной доводки мотора, эта модификация не была запущена в серийное производство, несмотря на хорошие характеристики и полную взаимозаменяемость с М-105ПФ.

### М-106ПВ
Модификация повышенной высотности с двухступенчатым двухскоростным нагнетатетелем Э-100.
В октябре 1943 года в рамках испытаний устанавливался на Як-9ПД, в качестве замены мотора М-105ПД. Результатом испытаний стало достижение рекордной высоты полёта в 13 100 метров. После доработки, коллективу конструкторов удалось добиться стабильности работы этой модификации двигателя на высоте в 13 500 метров, скорости в 610 км/ч на высоте 10 километров и скороподъёмности в 15 метров в секунду до высоты в 5000 метров. Такие характеристики были достигнуты благодаря установке системы впрыска водно-спиртовой смеси, охлаждавшей нагретый в центробежном нагнетателе воздух за счёт интенсивного испарения смеси, подобно системам использовавшихся в немецких двигателях Daimler-Benz DB 605, Junkers Jumo 213 и на серии британских моторов Rolls-Royce Merlin. Впоследствии двигатели этой модификации монтировались в моторные отсеки истребителей Як-9ПД, выходивших с конвейера химкинского завода №301. Помимо пяти самолётов, участвовавших в испытаниях в октябре 1943 года, 301-й завод к апрелю 1944 года выпустил ещё 30 единиц Як-9ПД с заменённым на новую модификацию двигателем.

### М-106ПД
Модификация 1943 года, устанавливаемая в Як-9ПД.